# Tabel van gemeenten in Utrecht
Hieronder staat een tabel van alle 26 gemeenten in de Nederlandse provincie Utrecht.
| Gemeente            | Inwoners | Landoppervlakte (km²) | Grootste plaatsen                                                                                                 | Locatie        |
| ------------------- | -------- | --------------------- | --- | -------------- |
| Amersfoort          | 161.825  | 62,62                 | Hoogland, Hooglanderveen                                                                                          | Kaart gemeente |
| Baarn               | 25.062   | 32,54                 | Eembrugge, Lage Vuursche                                                                                          | Kaart gemeente |
| De Bilt             | 43.709   | 66,12                 | Bilthoven, De Bilt, Maartensdijk                                                                                  | Kaart gemeente |
| Bunnik              | 16.116   | 36,97                 | Bunnik, Odijk, Werkhoven                                                                                          | Kaart gemeente |
| Bunschoten          | 22.620   | 30,38                 | Spakenburg, Bunschoten                                                                                            | Kaart gemeente |
| Eemnes              | 9.757    | 31,04                 | Eemnes | Kaart gemeente |
| Houten              | 50.855   | 54,94                 | Houten | Kaart gemeente |
| IJsselstein         | 33.424   | 21,07                 | IJsselstein | Kaart gemeente |
| Leusden             | 31.669   | 58,54                 | Leusden | Kaart gemeente |
| Lopik               | 14.723   | 75,57                 | Lopik, Benschop                                                                                                   | Kaart gemeente |
| Montfoort           | 13.860   | 37,57                 | Montfoort, Linschoten                                                                                             | Kaart gemeente |
| Nieuwegein          | 65.974   | 23,51                 | Jutphaas, Vreeswijk, Nieuwegein                                                                                   | Kaart gemeente |
| Oudewater           | 10.220   | 38,90                 | Oudewater | Kaart gemeente |
| Renswoude           | 5.755    | 18,40                 | Renswoude | Kaart gemeente |
| Rhenen              | 20.238   | 42,08                 | Rhenen, Elst, Achterberg                                                                                          | Kaart gemeente |
| De Ronde Venen      | 45.812   | 99,92                 | Abcoude, Mijdrecht, Vinkeveen, Wilnis                                                                             | Kaart          |
| Soest               | 47.685   | 46,24                 | Soest, Soesterberg                                                                                                | Kaart gemeente |
| Stichtse Vecht      | 65.893   | 96,10                 | Breukelen, Loenen, Maarssen                                                                                       | Kaart          |
| Utrecht             | 374.411  | 93,83                 | Utrecht: Binnenstad, Oost, Leidsche Rijn, West, Overvecht, Zuid, Noordoost, Zuidwest, Noordwest, Vleuten-De Meern | Kaart gemeente |
| Utrechtse Heuvelrug | 50.553   | 132,01                | Driebergen-Rijsenburg, Doorn, Leersum, Amerongen, Maarn                                                           | Kaart gemeente |
| Veenendaal          | 69.437   | 19,46                 | Veenendaal | Kaart gemeente |
| Vijfheerenlanden    | 61.650   | 146,41                | Leerdam, Vianen, Zederik                                                                                          | Kaart gemeente |
| Wijk bij Duurstede  | 23.953   | 47,62                 | Wijk bij Duurstede, Cothen                                                                                        | Kaart gemeente |
| Woerden             | 53.730   | 88,57                 | Woerden, Harmelen                                                                                                 | Kaart gemeente |
| Woudenberg          | 14.633   | 36,53                 | Woudenberg | Kaart gemeente |
| Zeist               | 66.623   | 48,51                 | Zeist, Den Dolder                                                                                                 | Kaart gemeente |

Drenthe · Flevoland · Friesland · Gelderland · Groningen · Limburg · Noord-Brabant · Noord-Holland · Overijssel · Utrecht · Zeeland · Zuid-Holland